# Estudiantes de Mérida Fútbol Club
L'Estudiantes de Mérida Fútbol Club, maggiormente noto come Estudiantes de Mérida o più semplicemente Estudiantes, è una società calcistica di Mérida, Venezuela. Milita in Primera División Venezolana, prima divisione nazionale. Il club, fondato il 4 aprile 1971, vanta titoli sia in campo regionale che nazionale, oltre alle buone prestazioni in coppa Libertadores.

## Storia
Tutto ebbe inizio quando il club conquista i campionati giovanili del 1969 e 1970. Queste vittorie fecero accrescere l'idea di avere una squadra di calcio professionistico nella città di Mérida. La prima sede del Equipo del Pueblo Merideño fu un modesto appartamento nel quale, il 4 settembre 1971, 54 persone si riunirono per formare il primo consiglio di amministrazione del club che era così composto:
- Presidente: Luis A. Jimenez Ron
- Vicepresidente: Amadis Cañizales
- Secretario Generale: Jorge Pereyra
- Secretario Tecnico: Don José Arano
- Tesoriere: Espíritu Uzcátegui
- Coordinatore: Carmelo Colella
- Vocal: Elio Scanu

Antonio J. de La Hoz fu scelto come allenatore della squadra. La divisa era composta da una maglietta a strisce rosse e bianche, pantaloni azzurri e calzettoni bianche a righe orizzontali. Il disegno deriva dai colori del "Colegio San José de Mérida" i cui ex studenti furono la maggior parte dei promotori della squadra. Come seconda divisa fu scelta una maglietta a strisce verdi e bianche, pantaloni e calzettoni bianchi.
Il nome venne modificato in Estudiantes de Mérida Fútbol Club e il 17 maggio 1971 si ebbe la comunicazione ufficiale dell'iscrizione al campionato. La presentazione ufficiale si ebbe il 4 settembre 1971 in un noto hotel cittadino. Il club riuscì a conquistare due titoli nazionali (1980 e 1985), tre Coppe del Venezuela (1971, 1975, 1985), si è classificato cinque volte secondo nel campionato nazionale ed ha partecipato alla Coppa Libertadores, alla Copa CONMEBOL e alla Coppa Merconorte.

## Palmarès

### Competizioni nazionali
- Campionato venezuelano: 3

1980, 1985, Apertura 2019
- Copa Venezuela: 3

1971, 1975, 1985

### Altri piazzamenti
- Campionato venezuelano:

Secondo posto: 1982, 1985, 1987, 1988, 1990, 1999, 2004
- Copa Venezuela:

Finalista: 1973, 2008, 2012

## Competizioni CONMEBOL
Il club vanta sette presenze in competizioni CONMEBOL.
- Coppa Libertadores

1977: Primo turno
1978: Primo turno
1981: Primo turno
1982: Primo turno
1987: Primo turno
1999: Quarti di finale
2003: Turno preliminare
Nell'edizione del 1999 il club è riuscito a qualificarsi per i quarti di finale venendo però eliminato dal Cerro Porteño (vittoria per 3-0 all'andata e sconfitta per 4-0 nel ritorno). Nel turni precedenti aveva ottenuto 8 vittorie, 1 pareggio e 6 sconfitte tra il turno preliminare e la fase a gironi.
- Copa CONMEBOL

1999: Quarti di finale
- Coppa Merconorte

2000: Primo turno

## Stadio
Il club gioca le partite interne all'Estadio Metropolitano de Mérida (42200 posti) inaugurato il 7 dicembre 2005. In precedenza veniva usato l'Estadio Guillermo Soto Rosa (14000 posti) inaugurato il 5 settembre 1969.

## Organico

### Rosa 2008-2009
| N. |                      | Ruolo | Calciatore          |
| -- | -------------------- | ----- | ------------------- |
|    | Venezuela (bandiera) | P     | Rafael Dudamel      |
|    | Venezuela (bandiera) | P     | Tito Rojas          |
|    | Venezuela (bandiera) | P     | Jorge Moret         |
|    | Venezuela (bandiera) | P     | Juan Pabon          |
|    | Uruguay (bandiera)   | D     | Álvaro Pereira      |
|    | Venezuela (bandiera) | D     | Elvis Martinez      |
|    | Venezuela (bandiera) | D     | Fransisco Pineda    |
|    | Colombia (bandiera)  | D     | Ortiz Segura        |
|    | Venezuela (bandiera) | D     | Jesus Alvarez       |
|    | Venezuela (bandiera) | D     | Manuel Rodriguez    |
|    | Venezuela (bandiera) | D     | Cristian Scarpeccio |
|    | Venezuela (bandiera) | D     | William Díaz        |
|    | Venezuela (bandiera) | D     | Francisco Sánchez   |
|    | Venezuela (bandiera) | D     | Gerardo Vielma      |

| N. |                      | Ruolo | Calciatore       |
| -- | -------------------- | ----- | ---------------- |
|    | Venezuela (bandiera) | C     | Anyelo Rodriguez |
|    | Venezuela (bandiera) | C     | José Zambrano    |
|    | Venezuela (bandiera) | C     | Jesús Acosta     |
|    | Colombia (bandiera)  | C     | Anyelo Peña      |
|    | Venezuela (bandiera) | C     | Gustavo Duran    |
|    | Venezuela (bandiera) | C     | Gabriel Urdaneta |
|    | Venezuela (bandiera) | C     | Leopoldo Jimenez |
|    | Venezuela (bandiera) | C     | Ronald Ramirez   |
|    | Venezuela (bandiera) | C     | Oscar Leiva      |
|    | Venezuela (bandiera) | A     | Duvier Riascos   |
|    | Colombia (bandiera)  | A     | Carlos Goncalvez |
|    | Colombia (bandiera)  | A     | Jansse Pérez     |
|    | Venezuela (bandiera) | A     | Ruberth Morán    |